# La Route de Mandalay
Pour plus de détails, voir Fiche technique et Distribution.
La Route de Mandalay (titre original : The Road to Mandalay) est un film muet américain réalisé par Tod Browning, sorti en 1926.

## Synopsis
À Singapour, le trafiquant surnommé 'Singapore Joe' mène ses affaires louches à l'aide de deux complices, le chinois Charlie Wing et Edward Herrington. Ce dernier tombe amoureux de Rosemary, qui tient un bazar en ville. Le père James, sollicité pour célébrer leur mariage, est le seul à savoir que la jeune femme est la fille de son frère, prétendument disparu, qui n'est autre que 'Singapore Joe'.

## Fiche technique
- Titre original : The Road to Mandalay
- Titre français : La Route de Mandalay
- Réalisation : Tod Browning
- Scénario : Elliott Clawson, d'après une histoire de Tod Browning et Herman Mankiewicz
- Intertitres : Jo Farnham
- Photographie : Merritt Gerstad
- Décors : Cedric Gibbons et Arnold Gillespie
- Costumes : Kathleen Kay et Mande Marsh
- Montage : Errol Taggart
- Producteur : Irving Thalberg
- Société de production : Metro-Goldwyn-Mayer
- Pays de production :  États-Unis
- Format : Noir et blanc — 35 mm — 1,33:1 — Muet
- Genre : Film dramatique
- Durée : Film un temps réputé totalement perdu, reconstitué à partir du matériau disponible retrouvé à ce jour, en un montage de 45 minutes
- Dates de sortie :
  - États-Unis : 28 juin 1926

## Distribution
- Lon Chaney : 'Singapore Joe'
- Lois Moran : Rosemary
- Owen Moore : Edward 'L'amiral' Herrington
- Henry B. Walthall : Le père James ('Jim')
- Sōjin Kamiyama (crédité Sojin) : 'l'anglais' Charlie Wing
- Rose Langdon : Pansy
- John George : Sakmo